# Јуркова Воља
Јуркова Воља (слч. Jurkova Voľa) насељено је мјесто са административним статусом сеоске општине (слч. obec) у округу Свидњик, у Прешовском крају, Словачка Република.

## Становништво
| Година:    | 1994. | 2004.    | 2014. | 2024.   |
| ---------- | ----- | -------- | ----- | ------- |
| Број људи: | 88    | 75       | 84    | 77      |
| Разлика:   |       | -14,77 % | +12 % | -8,33 % |

| Година:    | 2023. | 2024.   |
| ---------- | ----- | ------- |
| Број људи: | 79    | 77      |
| Разлика:   |       | -2,53 % |

Према подацима о броју становника из 2024. године насеље је имало 77 становника.